# Rhaphidophora conica
Rhaphidophora conica Engl. – gatunek wieloletnich, wiecznie zielonych pnączy z rodziny obrazkowatych, pochodzących z Nowej Gwinei i Archipelagu Bismarcka, zasiedlających lasy deszczowe. Komórki tych roślin posiadają 60 chromosomów tworzących 30 par homologicznych.